# Babys breath
株式会社babys breath（英: babys breath, Inc.）は、千葉県千葉市に本社を置く、有料職業紹介及びインターネットメディア事業を主とする企業である。

## 概要
2010年4月に代表松原舞によって保育事業を目的に設立され、2010年9月に有料職業紹介免許を取得し、看護師を中心とした有料職業紹介事業を開始した。

## 沿革
- 2008年12月、看護師の転職支援サイト「ジョブデポ看護師」を開設。
- 2010年 4月、保育事業を主として千葉県千葉市に設立。
- 2010年 9月、厚生労働省許可「有料職業紹介事業免許」を取得。
- 2010年 9月、埼玉県蕨市に「エバーキッズ蕨保育園」を開園。
- 2010年10月、エバーキッズ蕨保育園が「蕨市指定家庭保育室」に指定。
- 2010年11月、デイサービス「小さな家」を開設。
- 2011年 9月、東京都千代田区に支店を開設。

## 事業内容
- 保育園の経営
- デイサービスの運営
- 有料職業紹介

## 主なサービス

### Webサイト
- ジョブデポ（看護師の転職支援サイト）